# ДВС (Амстердам)
Door Wilskracht Sterk (на нидерландски език, в превод означава „С воля за победа“), съкратено DWS – на български „ДВС“, е бивш професионален футболен клуб от Амстердам, Нидерландия.
Основан е на 11 октомври 1907 година под названието „Фортуна“. Преименуван е на „ДВС“ на 22 октомври 1909 г.
ДВС демонстрира тази своя воля през сезон 1963 – 1964, когато успява да грабне титлата в Холандия – изпреварвайки голямата тройка Аякс, Фейенорд и ПСВ Айндховен. През 1964 – 1965 е втори в шампионата. Като добавим и факта, че ДВС влиза в Ередевизе през лятото на 1963 г., то шокът е пълен. Възходът на ДВС започва през 1962 г., когато на треньорския пост застава англичанинът Лесли Талбот. Скромният тим прави изключително добра селекция и използва силната си юношеска генерация.
Драмата на ДВС е, че просто не може да издържи на надпреварата чисто икономически. Постепенно най-конвертируемите футболисти са продадени и през 1972 г. се обединява с още два амстердамски клуба – Блау Вит и Волвайкерс във ФК Амстердам. Впоследствие ДВС продължава самостоятелното си развитие, но като аматьорски клуб, в какъвто формат съществува.
През сезон 1964 – 1965 достига до Четвъртфиналите в турнира за КЕШ, елемиинирайки Фенербахче и Лин и отпада от унгарския Вашаш (Гьор).

## ДВС в Европа
| Сезон     | Турнир | Държ. | Клуб         | Резултат     |
| --------- | ------ | ----- | ------------ | ------------ |
| 1964 – 65 | КЕШ    |       | Фенербахче   | 3 – 1, 1 – 0 |
|           |        |       | Лин          | 5 – 0, 3 – 1 |
|           |        |       | Вашаш (Гьор) | 1 – 1, 0 – 1 |

## Известни футболисти
- Йоханес Теминг
- Ян Йонгблъд
- Дан Шрийвърс
- Ринус Израел
- Роб Рензенбринк
- Франс Гьортсен
- Ханс Боскамп
- Рууд Гулит
- Франк Рийкард